# リチャード・レルハン
リチャード・レルハン（Richard Relhan、1754年 –1823年3月28日）はイギリスの植物学者である。ケンブリッジ大学のキングズ・カレッジのフェローを務めた。著書の"Flora Cantabrigiensis"（「カンタベリーの顕花植物」）などで知られる。
医師で著述家のアントニー・ラルハンの息子としてダブリンに生まれた。ケンブリッジ大学のキングズ・カレッジ、トリニティ・カレッジで学び、1781年にキングズ・カレッジのフェローに選ばれた。
Plantae Cantabrigienses （「カンタベリーの植物」）を執筆した、教授のトーマス・マーティン（Thomas Martyn）から1783年に、ケンブリッジの植物に関する、資料を譲り受け、1785年に"Flora Cantabrigiensis"（「カンタベリーの顕花植物」）を発表した。いくつかの新種を記載し、ジェームズ・サワベリーによる図版が添付された。1787年、1788年、1793年に補遺を出版し、1802年と1820年に改訂版を執筆し、最終版は大幅に改訂された。1878年に"Heads of Lectures on Botany read in the University of Cambridge"（「ケンブリッジ大学の植物学講義のはじめ」）を執筆した。1787年に王立協会のフェローに選ばれ、1788年にはロンドン・リンネ協会の創立時のフェローに選ばれた。歴史の分野でローマ時代の歴史家、タキトゥスに関する著作がある。
キク科の属名、Relhaniaなどに献名された。